# فهرست سفیران ایران در کرواسی
- سعید خطیب‌زاده ۱۴۰۲_۱۴۰۳
- پرویز اسماعیلی ۱۳۹۸_۱۴۰۲
- محمدرضا صادق ۱۳۹۵_۱۳۹۸